# Talsperre Zankow kamak
Die Talsperre Zankow Kamak ist eine Talsperre mit Wasserkraftwerk im Oblast Smoljan, Bulgarien. Sie staut den Watscha zu einem Stausee auf. Das zugehörige Kraftwerk hat eine installierte Leistung von 80 MW. Die Talsperre Watscha liegt ungefähr 10 km flussabwärts.
Die Talsperre ist im Besitz der Nazionalna Elektritscheska Kompanija EAD (NEK EAD) und wird auch von NEK EAD betrieben.

## Absperrbauwerk
Das Absperrbauwerk ist eine doppelt gekrümmte Bogenstaumauer aus Beton mit einer Höhe von 130,5 m über der Gründungssohle. Die Mauerkrone liegt auf einer Höhe von 688,5 m über dem Meeresspiegel. Die Länge der Mauerkrone beträgt 468 (bzw. 460) m. Das Volumen des Bauwerks beträgt 520.000 (bzw. 465.000) m³. Die Dicke der Staumauer variiert von 8,8 bis zu 27,6 m.
Die Staumauer verfügt sowohl über einen Grundablass als auch über eine Hochwasserentlastung mit vier Toren. Über die Hochwasserentlastung können maximal 1450 m³/s abgeführt werden.

## Stausee
Bei Vollstau fasst der Stausee 111 Mio. m³ Wasser – davon können maximal 41 Mio. m³ zur Stromerzeugung genutzt werden. Der Stausee erstreckt sich über eine Länge von 15 km.

## Kraftwerk
Das Kraftwerk befindet sich 1,5 km von der Talsperre entfernt am linken Ufer des Watscha. Es ging im Dezember 2010 in Betrieb und dient zur Abdeckung der Spitzenlast. Das Kraftwerk verfügt über eine installierte Leistung von 80 MW. Die durchschnittliche Jahreserzeugung liegt bei 185 Mio. kWh. Die beiden Francis-Turbinen des Kraftwerks leisten jede maximal 40 (bzw. 43,2) MW und die Generatoren 50 MVA. Die maximale Fallhöhe beträgt 135,4 m; die minimale 120,4 m. Der maximale Durchfluss liegt bei insgesamt 69,5 m³/s.
An der Talsperre befindet sich eine weitere Francis-Turbine mit einer Leistung von 1,29 MW. Sie dient der Nutzung des Wassers, das aus ökologischen Gründen in das alte Flussbett geleitet wird, um dort einen gewissen Mindestzufluss zu garantieren.

## Sonstiges
Die Gesamtkosten des Projekts waren ursprünglich mit 160 (bzw. 220) Mio. € veranschlagt; bis Juli 2009 waren sie auf 326 Mio. € gestiegen.